# タイリー・ウィルソン
タイリー・ジェイ・ウィルソン（Tyree Jae Wilson, 2000年5月20日 - ）は、アメリカ合衆国テキサス州ヘンダーソン出身のプロアメリカンフットボール選手。NFLのラスベガス・レイダースに所属している。ポジションはディフェンシブエンド。

## 経歴

### カレッジ
テキサスA&M大学に進学後、1年目の2018年シーズンはNCAAのレッドシャツ制度の対象となったため、試合への出場はなかった。
2019年シーズンに初出場し、11試合で12タックル、1サックを記録。このシーズン終了後にテキサス工科大学へ転校した。
2021年シーズンは13試合に出場して38タックル、7サックを記録。ミシシッピ州立大学とのリバティボウルでは2サックを記録し、MVPを受賞した。
2022年シーズンは10試合に出場して61タックル、7サックを記録したが、11月12日のカンザス大学戦で足を痛め、そのままシーズン終了となった。その後、2023年のNFLドラフトへエントリーした。

### ラスベガス・レイダース
| 6 ft 5+5⁄8 in (197 cm)          | 271 lb (123 kg) | 35+5⁄8 in (90 cm) | 9+5⁄8 in (24 cm) | 23 回 |
| All values from the NFL Combine |                 |                   |                  |       |

ドラフト全体7位でラスベガス・レイダースから指名され、その後ルーキー契約を結んだ。